# Mars 1929

## Événements
- Chine : Rupture de la clique du Guangxi (Li Zongren, Bai Chongxi, Huang Shaoxiong) avec Tchang Kaï-chek.

- 3 mars : 
  - Habibullah Kalakânî, le chef des Saqqawistes, invite les Basmatchis à utiliser l'Émirat d'Afghanistan comme une base arrière pour attaquer l'Union soviétique.
  - Mexique : début de la rébellion du général José Gonzalo Escobar (en).
- 4 mars : 
  - Herbert Hoover devient le 31e président des États-Unis (fin en 1933).
  - Mexique : Plutarco Elías Calles crée le Parti national révolutionnaire (PNR), futur Parti révolutionnaire institutionnel qui œuvre en faveur d’un rapprochement puis d’une fusion des forces politiques des nombreux potentats locaux.
- 6 mars : les Basmatchis s'emparent de la ville de Kondoz, au nord de l'Afghanistan.
- 5 mars : naissance officielle de la télévision publique au Royaume-Uni (Standard 30 lignes ; 12,5 images par seconde).

- 7 mars - 1er avril[1] : agitation estudiantine en Espagne orchestrée par la Federación Universitaria Española.

- 11 mars : à Daytona Beach, Henry Segrave établit un nouveau record de vitesse terrestre : 372,66 km/h.

- 23 mars : élection législatives en Italie. La liste du Grand Conseil du fascisme est approuvée par 8 506 575 « oui » contre 136 198 « non ». Le taux de participation est de 89,63 %.

- 24 mars : Grand Prix automobile de Tripoli.

- 26 mars[2] : promulgation d’une législation sociale avancée et d’une nouvelle Constitution en Équateur.

- 29 mars : bataille de Sibilla[3]. Alors que l’Ikhwan entre en dissidence, Abdelaziz Ibn Sa'ud réunit les chefs tribaux et éradique par la force la confrérie après plusieurs mois de guerre et avec le soutien des Britanniques. L’aide de ces derniers l’oblige à reconnaître officiellement l’Irak et la Transjordanie.

- 26 mars au 20 avril : un équipage français relie Paris et Saigon, et retour sur un Farman F.190. L'aller est bouclé en 78 heures et 35 minutes, le retour en 84 heures et 25 minutes.

- 31 mars : plan Young sur les réparations. Réduction des dommages de guerre dus par l’Allemagne.

## Naissances
- 4 mars : Jean Revol, peintre, essayiste et écrivain français († 2 janvier 2012).
- 9 mars : 
  - Steve London, acteur de cinéma et de télévision américain († 14 juin 2014).
  - Marie Cardinal, écrivain française († 9 mai 2001).
- 13 mars : Jane Rhodes, cantatrice († 7 mai 2011).
- 15 mars : Cecil Taylor, pianiste de jazz américain († 5 avril 2018).
- 16 mars : Jean-Claude Vajou, journaliste politique († 24 octobre 2003).
- 21 mars : Roger Holeindre, homme politique français, Membre-fondateur du Front national († 30 janvier 2020).
- 22 mars : Yayoi Kusama, Artiste japonaise.
- 25 mars : Michel Bouillot, peintre, dessinateur, sculpteur et écrivain français († 29 janvier 2007).
- 26 mars : Charles Dumont, auteur-compositeur-interprète français († 18 novembre 2024).
- 27 mars : Salvador Botella, coureur cycliste espagnol († 18 décembre 2006).
- 30 mars : Richard A. Dysart, acteur américain († 5 avril 2015).

## Décès
- 13 mars : Henry Scott Tuke, peintre britannique (° 2 juin 1858).
- 20 mars : Ferdinand Foch, maréchal de France, homme d'État (° 1851).
- 28 mars : Lomer Gouin, premier ministre du Québec.
- 29 mars :
  - Elena Caragiani-Stoenescu, aviatrice roumaine (° 13 mai 1887).
  - Hugh John Macdonald, premier ministre du Manitoba et fils du premier premier ministre du Canada John Alexander Macdonald.